# تیغ هانزو
تیغ هانزو (به ژاپنی: Hanzo the Razor) فیلمی به کارگردانی کنجی میسومی است که در سال ۱۹۷۴ منتشر شد. از بازیگران آن می‌توان به کو نیشیمورا و شینتارو کاتسو اشاره کرد.